# Olacales
Olacales is een botanische naam, voor een orde van de tweezaadlobbige planten: de naam is gevormd uit de familienaam Olacaceae. Een orde onder deze naam wordt zelden erkend door systemen voor plantentaxonomie, maar indertijd wel door het systeem van Bentham & Hooker, alwaar de orde deel uitmaakte van de Disciflorae. De orde bestond daar uit:
- Orde Olacales
  - familie Olacineae [= Olacaceae]
  - familie Ilicineae [= Aquifoliaceae]

Meestal worden de betreffende planten ingedeeld in de orde Santalales.